# اس‌تی‌اس-۱۲۶
اس‌تی‌اس-۱۲۶ (انگلیسی: STS-126) یکی از ماموریت‌های برنامه شاتل‌های فضایی بود که در تاریخ ۱۵ نوامبر ۲۰۰۸ از پایگاه فضایی کندی به مقصد ایستگاه فضایی بین‌المللی پرتاب شد. این مأموریت توسط شاتل اندور انجام گرفت و بخشی از پروژه مونتاژ ایستگاه فضایی بین‌المللی بود.